# アメリカン・パイ in ハレンチ・マラソン大会
『アメリカン・パイ in ハレンチ・マラソン大会』（原題: American Pie Presents: The Naked Mile）は、2006年のアメリカ合衆国の映画。

## あらすじ
高校生エリック・スティフラーはなかなか童貞を卒業できずにいた。ある日、彼はいとこが通う大学で全裸マラソン"ネイキッド・マイル"が開催されることを知った。恋人トレイシーが快諾したこともあり、エリックは悪友のライアンとクーズとともにそのイベントに潜入する。かくして、彼らは疾走する裸の美女たちの群れへと飛び込んだ。

## キャスト
- エリック：ジョン・ホワイト
- トレイシー： ジェシー・シュラム
- クーズ： ジェイク・シーゲル
- ドワイト：スティーヴ・タリー
- ユージン・レヴィ
- ライアン：ロス・トーマス
- ヨルダン・プレンティス
- キャンディス・クロスラック
- スティフラー氏：クリストファー・マクドナルド
- ダン・ペトロニエヴィッチ
- ジャクリーン・A・スミス
- ナタリー： メラニー・マーコスキー
- アリッサ・ニコール・パレット
- マリア・リコッサ
- ブルック： ジョーダン・マドリー

### 日本語版吹き替え
- エリック・スティフラー： 川島得愛
- トレイシー：中村千絵
- ブランディ：甲斐田裕子
- クーズ：田中一成
- ライアン： 坂詰貴之
- ドワイト： 高木渉